# Táxis no Brasil

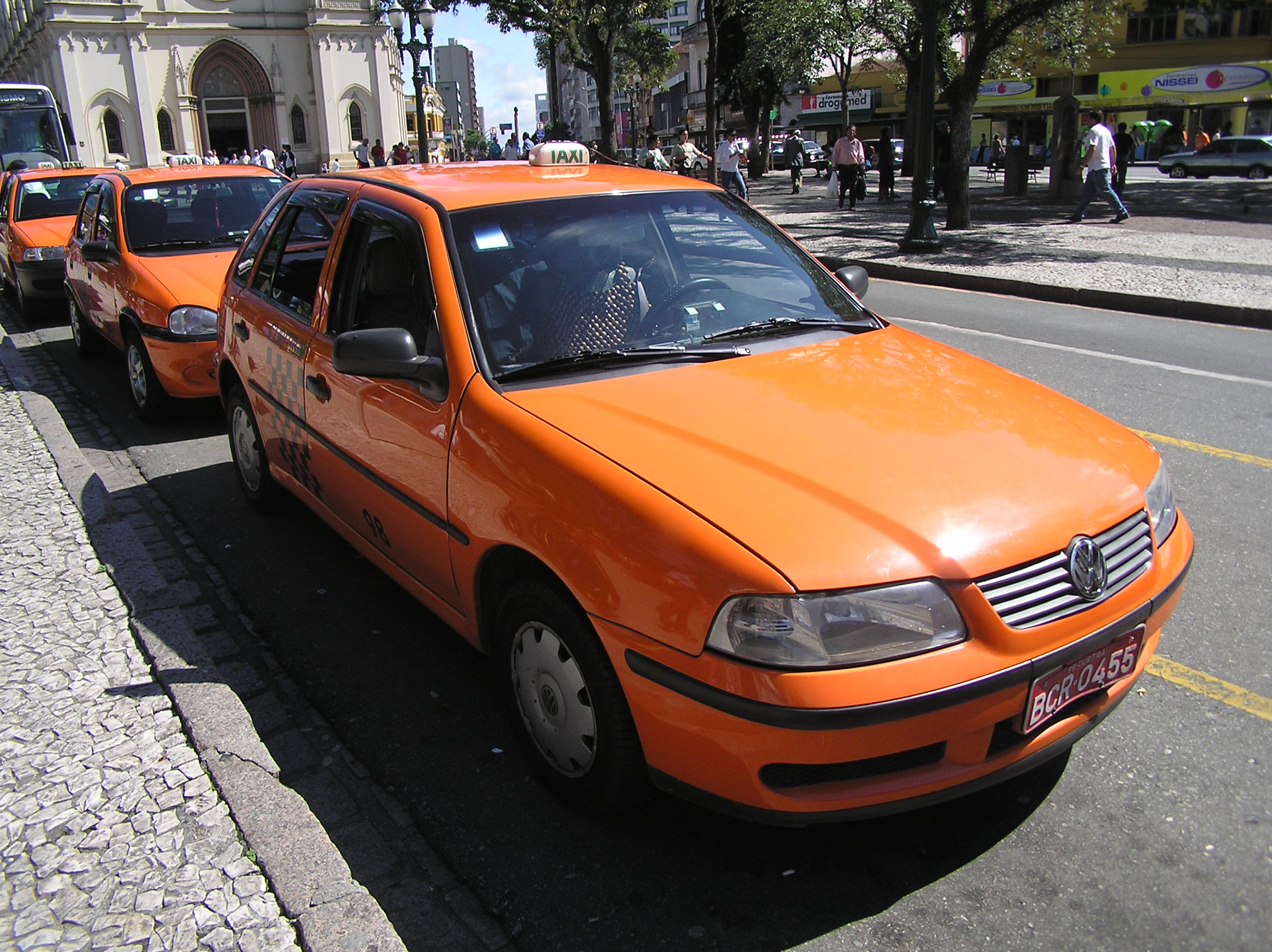
Taxis de Curitiba.

Os serviços de táxi no Brasil são regulamentados pelas prefeituras dos municípios. Os táxis trabalham através de licenças emitidas pelo Poder Público, tanto no Brasil como na maioria dos outros países do mundo.
As cidades de Rio de Janeiro e São Paulo, agregam o maior número de táxis do Brasil, com aproximadamente 33 mil táxis cada. Considerando a relação entre população e táxis, o Rio de Janeiro possui a maior quantidade de táxis por habitante no país.
Em Curitiba em 1976, surgiu o primeiro serviço de rádio-chamada (rádio-táxi) do Brasil.
Atualmente existem serviços de rádio-táxi em todas as capitais e na maioria das cidades brasileiras com mais de 20 mil habitantes.
No Brasil não se adota um modelo único de veículo para táxi; então numa mesma cidade haverá automóveis grandes ou pequenos, de diferentes marcas e modelos atuando no setor. Todavia, é comum algumas prefeituras, principalmente de grandes cidades, determinarem requisitos mínimos para que os veículos possam ingressar na frota de táxis, como: volume mínimo de porta-malas, ar-condicionado (dependendo do tipo de serviço prestado e do ponto em que trabalha) e exigência de GNV. A maioria dos carros utilizados como táxis no País atualmente são automóveis de quatro portas, devido à maior preferência da população pela praticidade ao entrar no e sair do veículo, além de ser exigido também pelas prefeituras.
Algumas cidades adotam uma cor padrão para os veículos de táxi. Por exemplo, em Curitiba a cor padrão é laranja com listras xadrez nas laterais, no Rio de Janeiro, a cor padrão é o amarelo com uma listra azul horizontal, em Porto Alegre a cor padrão é o vermelho alaranjado, em São Paulo a cor padrão é a cor branca. Em muitos municípios, os táxis não possuem cor padrão, bastando ter o luminoso indicativo com a inscrição "TÁXI" (chamado de bigorrilho) junto ao teto do veículo.
Recentemente, serviços de mototáxi tornaram-se comuns no Brasil, porém este serviço ainda não é regulamentado. A Câmara dos Deputados tem várias propostas para a regulamentação do serviço do mototáxi.

## Requerimentos para trabalhar com táxi
No Brasil, geralmente, os táxis trabalham através de licenças emitidas pela prefeitura.
Esta licença comumente adquire um valor de mercado, variando de cidade para cidade. Por exemplo, no ano de 2004 a Prefeitura de Nova Iorque leiloou uma licença do serviço de táxis e os interessados pagaram cerca de 360 mil dólares. Na cidade do Rio de Janeiro, uma licença ou ainda alvará, como também é conhecida, custa cerca de 60 mil reais e em São Paulo, o valor varia entre 70 mil a 120 mil reais, e dependendo do ponto de estacionamento chega a 250 mil reais, no caso do Aeroporto de Congonhas.
Aqueles que desejam trabalhar como taxista mas não podem ou não querem investir na licença, uma opção é ou alugar um táxi de outro taxista dividindo as despesas, ou trabalhar com um carro de frota ou até mesmo que esteja ligado a uma associação ou cooperativa. Muitos taxistas em São Paulo, por questão de segurança e economia de combustível, estão se tornando membros de cooperativas como por exemplo a Ligue Táxi que hoje tem mais de 700 carros, sendo a maior Radio-táxi do Brasil. Neste caso se investe algo em torno de 200 mil reais.
O taxista também precisa que o veículo tenha uma licença específica.

## Por município

### Rio de Janeiro
Os táxis no Rio de Janeiro, são administrados pela Prefeitura da cidade. Eles se dividem em táxis comuns e táxis especiais.[carece de fontes?]
Os táxis comuns são de cor amarela, faixa azul escura em sua lateral e placa vermelha. Todo táxi comum deve ter em seu vidro dianteiro algumas identificações: Cartão de Identificação do Motorista, um selo de vistoria municipal, e outro selo de vistoria estadual referente ao taxímetro. Esses selos são trocados anualmente, conforme calendário municipal de vistoria.[carece de fontes?]
Os táxis especiais são dotados de cor vermelha, azul, branco, prata e verde prata. Podemos verificar que existem 5 tipos de táxis especiais no Rio de Janeiro, porém esses tipos de táxis não circulam vazios pela cidade como os táxis comuns, eles ficam locados em pontos específicos da cidade e também seguem as mesmas exigências do táxi comum.[carece de fontes?]
Hoje em dia todos os táxis no Rio possuem Ar-condicionado por exigência da Prefeitura. Os táxis no Rio de Janeiro podem se agrupar em associações e cooperativas e para isso utilizam-se de logotipos nas laterais de seu carro para melhor identificação do usuário, isso não significa que os táxis que não possuem logotipos em suas laterais, sejam ilegais, muito pelo contrário, a maior segurança do usuário são as identificações acima citadas.[carece de fontes?]
No ano de 2011 surgiu o primeiro aplicativo para celular trazendo a possibilidade de localizar e contratar táxi por meio destes aparelhos. A Easy Taxi, que iniciou suas operações na cidade do Rio de Janeiro, criada por Tallis Gomes. A empresa recebeu mais de R$300 milhões em aportes de vários fundos e expandiu para 35 países e 4 continentes, se consolidando como o maior case de multinacional da região.
Um levantamento do Núcleo de Pesquisas em Engenharia de Transportes da Coppe/UFRJ, que foi divulgado no jornal O Globo em agosto de 2019, indicou que os aplicativos Uber, 99 e Cabify transportavam quase 750 mil passageiros por dia no Rio de Janeiro, contra pouco mais de 233 mil dos táxis comuns.

### Goiânia
Os táxis em Goiânia são administrados pela Prefeitura de Goiânia, regidos por lei municipal.
Em Goiânia, os táxis devem ter a cor branca, quatro portas, faixas quadriculadas verde e amarelo nas laterais e tampa traseira, adesivo com o número de registro, adesivo com o brasão da cidade e a inscrição "Táxi da Cidade de Goiânia" e um letreiro iluminado escrito "TAXI" no teto do carro.
É obrigatório taxímetro e tacógrafo aprovados pelo Inmetro em todas as unidades taxistas da cidade. Todas as unidades, sem exceção, devem ser submetidas a inspeção semestral na Secretaria Municipal de Trânsito de Goiânia.
A tarifa é única para todos os táxis da cidade. A atual tarifa de partida (bandeira) determinada pelo governo municipal é de R$ 4,50.
Nos casos de veículos de cooperativas de Táxi, a logomarca da cooperativa deve estar adesivada, incluindo número de telefone do disque-táxi da cooperativa.
Nenhum táxi deve ter mais de oito anos de fabricação e/ou mais de 400.000 quilômetros rodados.
Os táxis do Aeroporto Internacional Santa Genoveva e do Terminal Rodoviário Dom Fernando Gomes dos Santos devem atender a requisitos especiais mais rígidos, em razão de atenderem turistas.
- Todos os táxis do Aeroporto e da Rodoviária devem possuir ar condicionado;
- Devem ter o adesivo do Aeroporto ou da Rodoviária nas portas dianteiras ou na parte superior do para-brisas;
- Devem ter bagageiro com capacidade superior a 320 litros;
- Ter menos de quatro anos de fabricação e/ou menos de 200.000 quilômetros rodados;
- Atender aos requisitos designados para qualquer outro táxi da capital goiana;

### Porto Alegre
Em Porto Alegre, os táxis têm a cor vermelho ibérico ou vermelho alaranjado (para os carros convencionais) ou branco (para os táxis do Aeroporto); quatro portas; ar condicionado; faixa azul nas laterais contendo: o número do prefixo, o ponto ou a cooperativa em que atua e o telefone dos mesmos (se houver) e o adesivo com o logotipo da EPTC; além de um letreiro iluminado (bigorrilho) com a inscrição "TÁXI" junto ao teto do carro.
É obrigatório haver taxímetro, aprovado pelo Inmetro, instalado em todos os táxis da cidade. Os veículos devem ser submetidos periodicamente a uma vistoria na EPTC.
Atualmente, a capital gaúcha possui cerca de 4 mil táxis, numerados com prefixos de quatro dígitos, entre 1001 e 5099, inscritos na parte traseira do bigorrilho e nas faixas laterais do veículo.
Há diversos pontos fixos de táxi na capital gaúcha. O maior deles situa-se junto à Estação Rodoviária, com cerca de 380 veículos cadastrados; em seguida, o ponto do Aeroporto, com cerca de 200 carros, identificados pela cor branca.
No município existem algumas cooperativas de rádio-táxi, através das quais o cliente pode solicitar um veículo para o local onde está, telefonando para a empresa, que procura deslocar um carro mais próximo através de comunicação via rádio. Esse recurso é bastante utilizado em localidades de Porto Alegre onde não há pontos fixos de táxi. 
Com as tecnologias recentes, é possível também solicitar táxi via aplicativo de celular, que detecta a localização do usuário através de GPS.
A idade média dos veículos hoje oscila entre 2,5 e 3 anos. O tempo máximo que um táxi pode rodar em Porto Alegre é 15 anos. O modelo de carro predominante na frota é o Fiat Siena, incluindo seu sucessor Grand Siena. Em seguida vêm os modelos Chevrolet Classic, Volkswagen Voyage, Chevrolet Cobalt, Toyota Etios Sedan e Chevrolet Prisma, que vêm conquistando a preferência dos permissionários de táxi.
A tarifa é única para todos os táxis do município, tanto para os táxis convencionais como para os do Aeroporto. A atual tarifa de partida (bandeirada) determinada pelo Governo municipal é de R$ 5,18. O valor do quilômetro rodado é de R$ 2,59 na bandeira 1 (de segunda a sexta-feira das 6h às 20h e sábados das 6h às 15h) e de R$ 3,36 na bandeira 2 (de segunda a sexta-feira das 20h às 6h, sábados a partir das 15h e domingos e feriados durante o dia todo). Podem ocorrer, em alguns casos, cobranças extras, como taxa de bagagem ou de sacolas de supermercado excedentes, ou ainda por transporte de animais de estimação.
Não é permitido fumar dentro dos táxis, seja pelo passageiro ou pelo condutor.
No final de 2016, foi implementado o serviço de táxi acessível em Porto Alegre, para o transporte de pessoas com deficiência, em especial usuários de cadeiras de rodas. Foram adicionados 85 novos veículos à frota, sendo estes denominados táxis especiais. Os modelos utilizados nos táxis adaptados são do modelo Chevrolet Spin e Fiat Doblò, com o chassi diferenciado. A tarifa para esses veículos é a mesma para os táxis convencionais.